# Novabrasil Vitória
Novabrasil Vitória é uma emissora de rádio brasileira sediada em Vila Velha, cidade do estado do Espírito Santo. Opera no dial FM, na frequência 90,1 MHz, concessionada na Serra, e é afiliada à Novabrasil. Pertence à Rede Capixaba de Comunicação, braço midiático do Grupo Sá Cavalcante, do qual também faz parte a TV SIM, além de ter um acordo de joint-venture com a Rede SIM. Seus estúdios estão localizados no Centro Empresarial Shopping Praia da Costa Offices, no bairro homônimo, enquanto sua antena de transmissão está no Morro da Fonte Grande, em Vitória.

## História
A emissora foi fundada em 1989 por Paulo Sérgio Gava, transmitindo a programação da Antena 1. Em 1.º de janeiro de 2000, foi arrendada para a Igreja Universal do Reino de Deus, e passou a retransmitir a programação da Rede Aleluia. Em 2016, foi adquirida pelo Grupo Sá Cavalcante, também proprietário da TV Capixaba. Em maio deste ano, o grupo anunciou que a emissora iria se tornar afiliada da BandNews FM, rede de rádios jornalística do Grupo Bandeirantes de Comunicação. A emissora deixou de transmitir a programação da Rede Aleluia em 12 de maio, dando lugar a uma programação de expectativa com músicas do gênero adult contemporary.
Em 23 de maio, às 7h30, foi oficialmente inaugurada a BandNews FM Espírito Santo, com a transmissão do Manhã BandNews por Ricardo Boechat e Eduardo Barão ao vivo da Praia de Camburi, em Vitória.
Em 26 de fevereiro de 2021, a emissora encerrou as suas operações em sua antiga sede no bairro Goiabeiras, em Vitória, e se mudou para o Centro Empresarial Shopping Praia da Costa Offices, no município de Vila Velha, juntamente com sua coirmã TV Capixaba. 
Em 20 de dezembro de 2024, o Grupo Sá Cavalcante firmou um acordo de joint-venture com a Rede SIM para a afiliação com o SBT utilizando a coirmã TV Capixaba, que seria renomeada com a mudança. O acordo também envolveu as emissoras de rádio dos dois grupos para o compartilhamento de matérias.
No dia 21 de janeiro de 2025, a Rede SIM e o Grupo Sá Cavalcante demitiram toda a equipe de jornalismo, tirando repentinamente do ar toda a programação local e virando uma mera repetidora do sinal nacional do BandNews FM. Em 13 de março, a estação deixou de retransmitir o BandNews, dando lugar a músicas nacionais em uma rede sem nome definido. Por fim, a Rede SIM anunciou no dia 20 que a estação passaria a se tornar afiliada à Novabrasil, adotando o nome Novabrasil Vitória a partir do dia 25.